# Drosera occidentalis
Drosera occidentalis ist eine fleischfressende Pflanze aus der Gattung Sonnentau (Drosera). Sie gehört zur Gruppe der sogenannten Zwergsonnentau und ist im südwestlichen Australien heimisch.

## Beschreibung
Drosera occidentalis ist eine mehrjährige, krautige Pflanze. Diese bildet eine schüttere, offene, rosettenförmige Knospe aus horizontalen Blättern mit einem Durchmesser von etwa 1,5 Zentimetern. Die Sprossachse ist kurz und mit nur mit wenigen oder gar keinen welken Blättern der Vorsaison bedeckt. Meist vermehrt sich diese Pflanze über Samen, wenn ein langer, heißer und trockener Sommer erwartet wird. Falls die Bedingungen moderat sind, bildet sie eine Knospe aus Nebenblättern um den Sommer zu überstehen.
Die Knospe der Nebenblätter ist eiförmig, struppig, 3 Millimeter lang und 2,5 Millimeter im Durchmesser an der Basis. Die Nebenblätter selbst sind 2,3 Millimeter lang, 1,5 Millimeter breit und dreilappig. Der mittlere Lappen ist in drei Segmente unterteilt.
Die Blattspreiten sind kreisrund, sehr tief eingedellt und 1 Millimeter im Durchmesser. Die Blattstiele sind bis zu 5 mm lang, am Ansatz 0,3 Millimeter lang und verjüngen sich auf 0,2 Millimeter an der Blattspreite. Auf der gesamten Oberfläche befinden sich einige Drüsenhärchen.

### Generative Merkmale
Die Blütezeit reicht in Australien von November bis Dezember. Die ein bis vier Blütenstandsschäfte sind nur etwa 1 Zentimeter lang und über die gesamte Fläche mit einigen Drüsen besetzt. Der Blütenstand besteht meist aus nur einer Blüte, selten auch zwei. Die Kelchblätter sind bei einer Länge von etwa 1,3 Millimetern sowie einer Breite von etwa 1 Millimeter elliptisch. Die Ränder und die oberen Spitzen sind gezahnt und mit wenigen Drüsen besetzt. Die Oberseiten der Kronblätter sind weiß mit einem rötlichen Schimmer oder komplett hellrosafarben. Die Kronblätter sind bei einer Länge von etwa 2 Millimetern sowie einer Breite von etwa 1 Millimeter verkehrt-eiförmig. Die Basis der Kronblätter bildet einen etwa 0,3 Millimeter langen, keilförmigen Finger.
Die fünf Staubblätter sind etwa 1 Millimeter lang. Die Staubfäden sind weiß, die Staubbeutel blassgelb und die Pollen gelb. Der blassgrüne Fruchtknoten ist bei einer Länge von 0,4 Millimetern sowie einem Durchmesser von 0,5 Millimetern kugelförmig. Die fünf grünlich-gelben, horizontal gestreckten Griffel sind sehr kurz. Die Narben sind grünlich-gelb, keulenförmig, 1 Millimeter lang, 0,1 Millimeter breit an der Basis und erweitern sich auf 0,15 mm bis zur Spitze. Die Narbensektion ist pickelartig.
Typisch für Zwergsonnentaue ist die Bildung von Brutschuppen: Die lanzenförmigen, 0,25 Millimeter dicken Brutschuppen werden gegen Ende November bis Anfang Dezember in großer Zahl gebildet und haben eine Länge von etwa 0,6 Millimetern und eine Breite von 0,5 Millimetern.

## Ökologie
Die stark verlängerten leimfreien Marginal- oder Schnelltentakel funktionieren als Katapulte und sind in der Lage Beute wie Springschwänze (Collembola) im Zehntelsekundenbereich ins Blattzentrum zu schleudern (Katapult-Leimfalle). Ausgelöst durch den Aufprall, transportieren die kürzeren, senkrecht auf der Lamina stehenden Leimtentakel die Beute daraufhin zur Verdauung in eine zentrale Vertiefung (Verdauungsmulde) im Blattzentrum. Auf der Unterseite sind sie unbehaart.

Verbreitung von Drosera occidentalis in Australien

## Verbreitung, Habitat und Status
Drosera occidentalis kommt nur auf einer kleinen Fläche im äußersten Südwesten Australiens vor. Die Pflanze gedeiht dort an den Rändern von Sümpfen und feuchten Senken auf torfigen Böden.
Die Art gilt in Westaustralien als stark gefährdet und selten, ist aber mit der Kenntnis des Lebenszyklus leicht zu entdecken.

## Systematik
Das Artepitheton occidentalis leitet sich vom lateinischen Wort occidens für "Westen" ab und bezieht sich auf die westliche Verbreitung dieser Art.
Von der Nominatform unterschieden wird noch die Unterart:
- Drosera occidentalis subsp. australis: Blattrosette kompakt mit zwanzig bis dreißig Blättern, Blütenstand bis 2,5 Zentimeter lang mit bis zu acht Blüten[3]

1996 stellte Jan Schlauer darüber hinaus Drosera microscapa als Varietät zu Drosera occidentalis subsp. occidentalis. Dieser Ansicht wird aber gemeinhin nicht gefolgt.

## Nachweise
1. ↑  Siegfried R. H. Hartmeyer, Irmgard Hartmeyer: Several pygmy Sundew species possess catapult-flypaper traps with repetitive function, indicating a possible evolutionary change into aquatic snap traps similar to  Aldrovanda. In: Carnivorous Plant Newsletter. Band 44, Nr. 4, 1. Dezember 2015, S. 172–184.
2. ↑  S. Poppinga, Siegfried R. H. Hartmeyer, R. Seidel, T. Masselter, I. Hartmeyer, T. Speck: Catapulting tentacles in a sticky carnivorous plant. In: PLOS ONE. e45735. Band 7, Nr. 9, September 2012, doi:10.1371/journal.pone.0045735.
3. 1 2  Jan Schlauer: A dichotomous key to the genus Drosera L. (Droseraceae). In: Carnivorous Plant Newsletter. Band 25, 1996, ISSN 0190-9215, S. 67–88, hier S. 82, (Digitalisat (PDF; 1 MB)).